# Natație la Jocurile Olimpice de vară din 2020 - 1.500 m liber (masculin)
Proba de 1.500 de metri liber masculin de la Jocurile Olimpice de vară din 2020 a avut loc în perioada 30-1 august 2021 la Tokyo Aquatics Centre.

## Recorduri
Înaintea acestei competiții, recordurile mondiale și olimpice erau următoarele:
| Record  | Atlet          | Timp     | Loc                    | Data          |
| ------- | -------------- | -------- | ---------------------- | ------------- |
| Mondial | Sun Yang (CHN) | 14:31,02 | Londra, Marea Britanie | 4 august 2012 |
| Olimpic | Sun Yang (CHN) | 14:31,02 | Londra, Marea Britanie | 4 august 2012 |

## Program
Orele sunt ora Japoniei (UTC+9) 
| Data                    | Timp  | Etapă      |
| ----------------------- | ----- | ---------- |
| Vineri, 30 iulie 2021   | 19:48 | Calificări |
| Duminică, 1 august 2021 | 10:44 | Finala     |

## Rezultate

### Calificări
Înotătorii cu cei mai buni 8 timpi s-au calificat în finală.
| Loc | Serie | Culoar | Înotător             | Țară                       | Timp     | Note |
| --- | ----- | ------ | -------------------- | -------------------------- | -------- | ---- |
| 1   | 4     | 5      | Mykhailo Romanchuk   | Ucraina                    | 14:45,99 | C    |
| 2   | 4     | 3      | Robert Finke         | Statele Unite ale Americii | 14:47,20 | C    |
| 3   | 3     | 4      | Florian Wellbrock    | Germania                   | 14:48,53 | C    |
| 4   | 4     | 4      | Gregorio Paltrinieri | Italia                     | 14:49,17 | C    |
| 5   | 3     | 3      | Daniel Jervis        | Marea Britanie             | 14:50,22 | C    |
| 6   | 3     | 7      | Sergii Frolov        | Ucraina                    | 14:51,83 | C    |
| 7   | 2     | 8      | Felix Auböck         | Austria                    | 14:51,88 | C    |
| 8   | 2     | 3      | Kirill Martynychev   | COR                        | 14:52,66 | C    |
| 9   | 3     | 2      | Domenico Acerenza    | Italia                     | 14:53,84 |      |
| 10  | 4     | 7      | Jack McLoughlin      | Australia                  | 14:56,98 |      |
| 11  | 4     | 2      | Lukas Märtens        | Germania                   | 14:59,45 |      |
| 12  | 3     | 8      | Nguyễn Huy Hoàng     | Vietnam                    | 15:00,24 |      |
| 13  | 4     | 1      | Guilherme Costa      | Brazilia                   | 15:01,18 |      |
| 14  | 3     | 1      | Anton Ipsen          | Danemarca                  | 15:01,58 |      |
| 15  | 2     | 5      | Gergely Gyurta       | Ungaria                    | 15:01,85 |      |
| 16  | 2     | 4      | Thomas Neill         | Australia                  | 15:04,65 |      |
| 17  | 2     | 6      | Michael Brinegar     | Statele Unite ale Americii | 15:04,67 |      |
| 18  | 2     | 7      | Victor Johansson     | Suedia                     | 15:05,53 |      |
| 19  | 4     | 8      | Aleskandr Yegorov    | COR                        | 15:06,55 |      |
| 20  | 1     | 5      | Daniel Wiffen        | Irlanda                    | 15:07,69 | RN   |
| 21  | 3     | 5      | Henrik Christiansen  | Norvegia                   | 15:11,14 |      |
| 22  | 2     | 2      | Ákos Kalmár          | Ungaria                    | 15:17,02 |      |
| 23  | 3     | 6      | Jan Micka            | Cehia                      | 15:17,71 |      |
| 24  | 2     | 1      | Cheng Long           | China                      | 15:18,71 |      |
| 25  | 1     | 3      | Marcelo Acosta       | El Salvador                | 15:27,37 |      |
| 26  | 4     | 6      | Alexander Nørgaard   | Danemarca                  | 15:28,70 |      |
| 27  | 1     | 4      | Aflah Prawira        | Indonezia                  | 15:29,94 |      |
| 28  | 1     | 2      | Théo Druenne         | Monaco                     | 16:17,20 |      |
| 29  | 1     | 6      | Marwan Elkamash      | Egipt                      | NS       |      |

### Finala
| Loc | Culoar | Înotător             | Țară                       | Timp     | Note |
| --- | ------ | -------------------- | -------------------------- | -------- | ---- |
| 1   | 5      | Robert Finke         | Statele Unite ale Americii | 14:39,65 |      |
| 2   | 4      | Mykhailo Romanchuk   | Ucraina                    | 14:40,66 |      |
| 3   | 3      | Florian Wellbrock    | Germania                   | 14:40,91 |      |
| 4   | 6      | Gregorio Paltrinieri | Italia                     | 14:45,01 |      |
| 5   | 2      | Daniel Jervis        | Marea Britanie             | 14:55,48 |      |
| 6   | 8      | Kirill Martynychev   | COR                        | 14:55,85 |      |
| 7   | 1      | Felix Auböck         | Austria                    | 15:03,47 |      |
| 8   | 7      | Sergii Frolov        | Ucraina                    | 15:04,26 |      |